# 阿特湖 (奧斯納布呂克)
52°18′08″N 7°56′25″E / 52.302233°N 7.940319°E

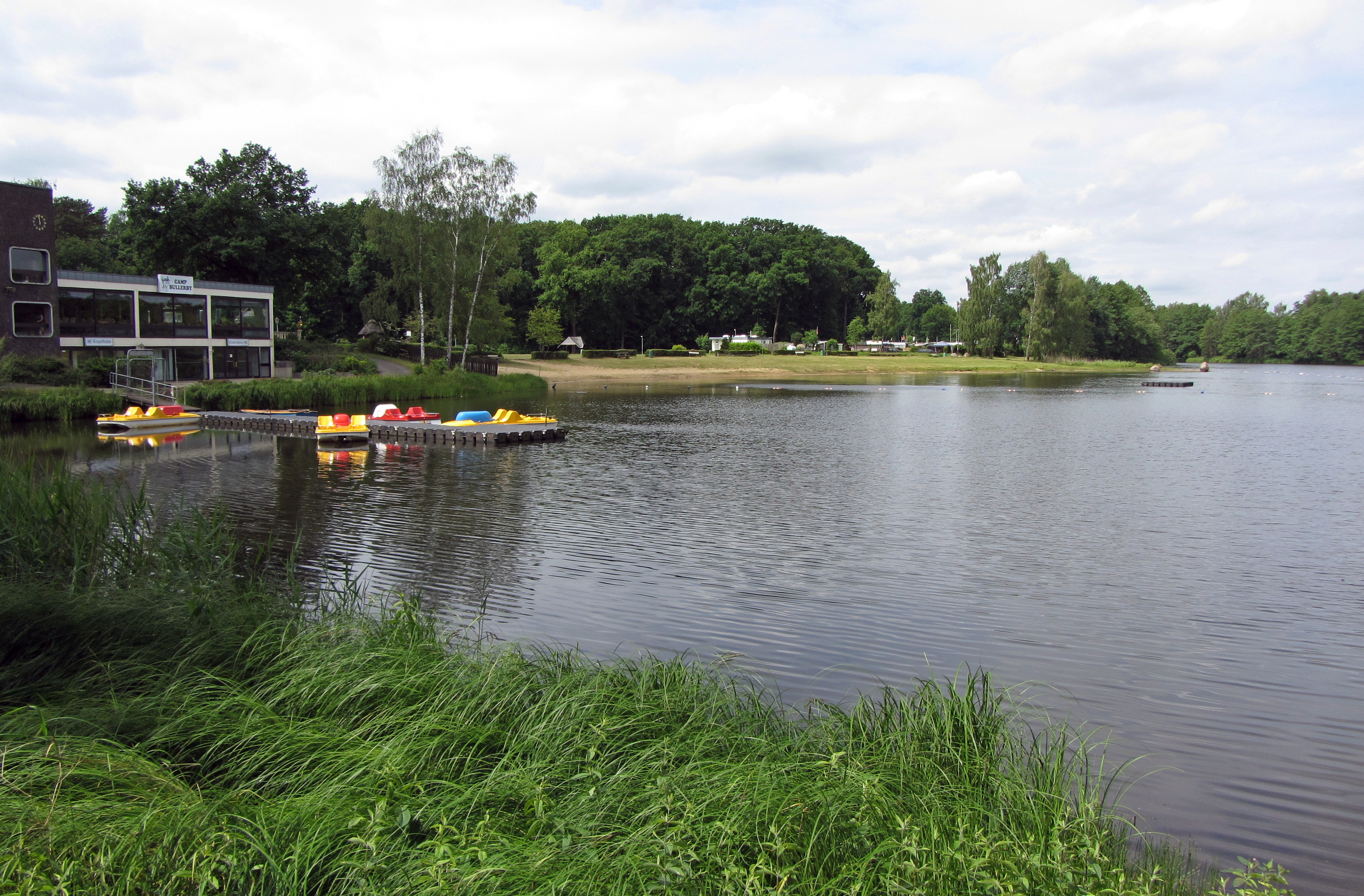

阿特湖（德語：Attersee），是德國的湖泊，位於該國西北部，由下薩克森州負責管轄，處於奧斯納布呂克西北部，該湖泊長0.4公里、寬0.2公里，面積0.06平方公里。